# Ayub Masika
Ayub Timbe Masika (* 10. September 1992 in Nairobi) ist ein kenianisch-belgischer Fußballspieler.

## Karriere

### Verein
Ayub Masika erlernte das Fußballspielen in Kenia in der Jugendmannschaft vom Ligi Ndogo SC und der JMJ Academy sowie in den belgischen Jugendmannschaften vom RSC Anderlecht, Beerschot AC und KRC Genk. Beim KRC Genk stand er bis Anfang Juli 2016 unter Vertrag. Der Verein aus Genk spielte in der ersten belgischen Liga, der Jupiler Pro League. 2011 gewann er mit Genk den Supercup. Das Spiel gegen Standard Lüttich gewann man mit 1:0. 2013 stand er mit Genk im Endspiel des belgischen Fußballpokals. Hier besiegte man im Finale Cercle Brugge mit 2:0. Von September 2014 bis Juni 2016 wurde er an den Lierse SK ausgeliehen. Mit dem Verein spielte er in der ersten Liga. Nach Ende der Saison 2015 musste er mit dem Verein in die zweite Liga absteigen. Nach Ende der Ausleihe wurde er von Lierse fest unter Vertrag genommen. Im Februar 2017 wechselte er für eine Ablösesumme von 1 Million Euro nach China zu Beijing Renhe. Der Verein spielte in der Chinese Super League. Von Februar 2018 bis Juli 2018 wurde er an Heilongjiang Lava Spring ausgeliehen. Mit dem Verein spielte er in der China League One. Von Februar 2020 bis Juli 2020 spielte er auf Leihbasis beim englischen Verein FC Reading. Der Klub aus Reading spielte in der zweiten englischen Liga, der EFL Championship. Für Reading stand er fünfmal in der zweiten Liga auf dem Spielfeld. Nach Vertragsende in China war er vom 1. August 2020 bis 28. Februar 2021 vertrags- und vereinslos. Am 1. März 2021 unterschrieb er ein Japan einen Vertrag bei Vissel Kōbe. Der Verein aus Kōbe spielte in der ersten japanischen Liga. Bei Vissel stand er bis Anfang August 2021 unter Vertrag. Für Vissel stand er achtmal in der ersten Liga auf dem Spielfeld. Zur Rückrunde der Saison 2021/22 nahm ihn der thailändische Erstligist Buriram United unter Vertrag. Am Ende der Saison 2021/22 feierte er mit dem Verein die thailändische Meisterschaft. Am 22. Mai 2022 stand er mit Buriram im Finale des FA Cup. Hier besiegte man den Erstligisten Nakhon Ratchasima FC nach Verlängerung mit 1:0. Eine Woche später stand er mit dem Verein im Finale des Thai League Cup, wo man den Erstligisten PT Prachuap FC mit 4:0 besiegte. In der folgenden Spielzeit kam er nur noch in einem Pokalspiel zum Einsatz. Am 3. Dezember 2022 wurde sein Vertrag aufgelöst. Im März 2023 unterschrieb er in China einen Vertrag beim Zweitligisten Nanjing City FC

### Nationalmannschaft
Ayub Masika spielte von 2012 bis 2020 in der kenianischen A-Nationalmannschaft. Sein Debüt gab er am 16. Oktober 2012 in einem Freundschaftsspiel gegen Südafrika. In 26 Partien erziele er insgesamt vier Treffer.

## Erfolge
KRC Genk
- Belgischer Superpokalsieger: 2011
- Belgischer Pokalsieger: 2013

Buriram United
- Thailändischer Meister: 2022
- Thailändischer Pokalsieger: 2022
- Thailändischer Ligapokalsieger: 2022